# Sookie Stackhouse
Sookie Stackhouse è la protagonista del Ciclo di Sookie Stackhouse, una serie di romanzi scritti da Charlaine Harris.
Il primo libro della serie, Finché non cala il buio (Dead Until Dark), ha vinto un Anthony Award nella categoria Best Paperback Mystery. Il primo romanzo fu pubblicato nel 2001. La serie è un racconto in prima persona della vita di Sookie, cameriera telepate che vive nell'immaginaria cittadina di Bon Temps, in Louisiana, e si imbatte in molte esperienze con la comunità soprannaturale, composta da vampiri, mutaforma, fate e lupi mannari. Orfana di entrambi i genitori, Sookie vive con la nonna Adele e ha uno stretto legame con il fratello maggiore Jason.
Nella serie televisiva della HBO True Blood, basata sui romanzi della Harris, Sookie è interpretata dall'attrice premio Oscar Anna Paquin.

## Biografia del personaggio

### Famiglia
Secondo i romanzi, Sookie ha poteri telepatici che si sono manifestati durante l'infanzia. I suoi genitori inizialmente presero in considerazione il fatto che potesse essere malata di mente, arrivando a portarla da uno psicologo. I suoi genitori sono morti in un incidente d'auto, quando aveva sette anni e il fratello Jason dieci; vennero cresciuti da nonna Adele. La famiglia di Sookie non è numerosa: uno dei suoi pochi parenti è un prozio, che lei ha visto poco da quando era una bambina. La ragione di questo è che il prozio di Sookie aveva molestato sia lei e che sua zia Linda. Sua nonna ha troncato ogni rapporto con l'uomo, vietandogli di avvicinarsi a Sookie per risparmiarle ulteriori molestie.
Sookie vive con la nonna da oltre vent'anni: sono legate da un profondo rapporto, fino a quando la nonna viene brutalmente assassinata da un serial killer. Successivamente anche il prozio Bartlett e la cugina Hadley vengono assassinati. Con la loro morte, Sookie e Jason rimangono gli unici Stackhouse in vita.
Nel corso dei romanzi si scopre che Sookie ha una discendenza dalle fate, da parte paterna. Questo potrebbe essere la causa che la rende attraente agli occhi delle creature soprannaturali, ai vampiri in particolare.
Nell'ottavo romanzo della serie, Di morto in peggio, Sookie conosce il bisnonno, Niall Brigant, che è un potente principe delle fate (fae); inoltre fa la conoscenza delle fate gemelle Claudine e Claude, suoi cugini. Viene anche a conoscenza che la cugina Hadley, prima della sua morte, aveva avuto un figlio di nome Hunter. Anche lui come Sookie possiede poteri telepatici.

### Telepatia
Le capacità telepatiche di Sookie si sono manifestate quando lei era piuttosto giovane. Nella sua città natale di Bon Temps, molte persone credono che Sookie sia pazza, mentre altri non credono affatto che lei sia in grado di leggere nella mente delle persone. Sookie afferma che i pensieri delle persone sono piuttosto confusi, composti da brevi frasi ed immagini. Lei descrive alcune persone come "emittenti", il che significa che la loro mente è abbastanza facile da leggere. Oltre ad usare la telepatia per leggere la mente, può anche comunicare con altri telepati, come successo nel secondo romanzo quando a Dallas comunicò con il portantino Barry per salvarsi dalla Compagnia del Sole. E inoltre nella seconda stagione della serie TV combinando la sua telepatia con l'ipnotizzazione dei vampiri può liberare le persone controllate mentalmente da esseri molto potenti (poi però sarà in grado di farlo da sola) e poter anche usare la telepatia per ripercorrere la memoria degli altri.
Fin da piccola, Sookie ha vissuto come un problema questo suo dono, cercando in ogni modo di "schermarsi" dai pensieri degli esseri umani. Mentre la mente degli esseri umani è più facile da leggere, anche se questo varia a seconda dell'individuo, la stessa cosa non vale per la mente della creature soprannaturali, spesso difficile da decifrare. Soprattutto i vampiri sono difficili da leggere per Sookie e proprio per questo, e per altri motivi, la ragazza instaura una relazione con il vampiro Bill Compton. Ogni tanto riesce a leggere brevi squarci nella mente dei vampiri, ma è un segreto che custodisce per paura che i vampiri la possano uccidere per questo.

### Vita
Sookie vive assieme alla nonna, in una casa di cui è molto orgogliosa, nonostante abbia spesso bisogno di riparazioni a causa di incidenti e del logorio del tempo. Si mantiene economicamente lavorando come cameriera e barman al Merlotte's, locale della città di proprietà dell'amico Sam Merlotte, che scoprirà essere un mutaforma. Di tanto in tanto, sfrutta le sue doti telepatiche a favore del vampiro Eric Northman, sceriffo della comunità di vampiri locale denominata Area 5. Questa sua collaborazione con i vampiri progredisce di romanzo in romanzo collaborando con le più alte gerarchie vampiresche, compresi re e regine di altri stati. Nonostante il suo duro lavoro, lei non è particolarmente ricca e spesso sente il peso di sostenersi economicamente, anche se il suo orgoglio la rende incapace di accettare regali dai suoi amici più agiati.
Nel suo tempo libero, Sookie ama leggere, abbronzarsi al sole, guardare la televisione e partecipare a vari eventi locali. Nonostante non abbia avuto un'adeguata formazione scolastica, Sookie dimostra spesso di essere una ragazza brillante e piena di risorse.

### Relazioni romantiche
Nei romanzi della Harris, Sookie viene descritta come una ragazza formosa, abbronzata, bionda e con gli occhi azzurri. Nonostante sia giovane e di bell'aspetto, Sookie non ha molti corteggiatori, a causa delle sue doti telepatiche per i quali molti la considerano una ragazza strana, da tenere alla larga. Sookie si sente più attratta dalle creature soprannaturali, come i vampiri, per il fatto di non essere in grado di leggere i loro pensieri, sentendosi così una persona normale.
Per via di questa rilassatezza mentale, Sookie può innamorarsi e vivere il suo primo rapporto fisico ed emotivo con il vampiro centenario Bill Compton, che è stato trasformato durante la guerra civile americana. Lui la introduce alla complessità della società vampirica negli Stati Uniti; questo porta non poche difficoltà a Sookie, che vive momenti difficili che mettono a rischio la sua relazione con Bill. Scopre poi che il fidanzato ha ucciso suo zio Bartlett per vendicare le molestie subite, subisce numerose lesioni trovandosi coinvolta in conflitti tra vampiri, rischia la vita in missione a Dallas, scopre l'infedeltà di Bill con la sua creatrice Lorena, e soprattutto scopre da Eric che a Bill è stato ordinato dalla Regina della Louisiana di corteggiarla, al fine di ottenere la sua lealtà e servirsi dei suoi poteri. Questa scioccante rivelazione mette fine alla relazione tra Sookie e Bill, nonostante il vampiro giuri di essersi innamorato di lei. Devastata e depressa, Sookie bandisce Bill dalla sua vita.
In vari punti della serie, Sookie si ritrova attratta da altre creature soprannaturali, come il capo ed amico Sam Merlotte, mutaforma che può trasformarsi in qualsiasi animale egli desideri. Sookie e Sam si sono baciati più volte, ma non nutrendo gli stessi sentimenti dell'uomo, Sookie ha preferito mantenere il rapporto sull'amicizia.
Nel terzo romanzo, quando Sookie si reca in missione a Jackson, Mississippi, viene affiancata dal lupo mannaro Alcide Herveaux. I due provano una reciproca attrazione, ma a causa degli eventi e di varie persone evitano di cedere alla passione.
Sookie si lega per un breve periodo anche al mutaforma Quinn (tigre mannara), ma la loro relazione termina a causa di altri eventi, tra cui la scomparsa della sorellastra di lui, Frannie.
Dopo aver conosciuto l'antico vampiro Eric Northman, nel corso dei vari romanzi Sookie nutre per lui sentimenti contrastanti di amore/odio, ma quando nel quarto romanzo Eric perde la memoria, a causa della maledizione di una strega, Sookie scopre un suo lato tenero e vulnerabile che l'attrae fortemente. Quando la maledizione viene annullata, Eric dimentica gli eventi vissuti durante la sua amnesia e il rapporto sembra terminare. Nell'ottavo romanzo, però, Eric ricorda gli eventi che si sono verificati mentre aveva perso la memoria; sia lui che Sookie sono a disagio per quello che potrebbe cambiare il loro rapporto. A causa di molteplici scambi di sangue, Sookie scopre che lei ed Eric hanno un forte legame di sangue che permette loro di sentire le reciproche emozioni. Questo legame infastidisce Sookie, per il facile accesso che Eric ha nella sua mente, cercando un modo per indebolire tale legame. Nel nono romanzo, con uno stratagemma Eric inscena una cerimonia nuziale in cui sposa Sookie, al fine di proteggere la sua vita. Nonostante nel corso dei romanzi Sookie abbia dei sentimenti contrastanti per Eric, solo nel decimo romanzo ammette di essere innamorata di lui.

### Amicizie
Fin da piccola Sookie ha vissuto le sue capacità telepatiche più come una condanna che come un dono, per questo ha sempre avuto difficoltà a vivere e mantenere amicizie. Ciò nonostante, è amica dell'audace Tara Thornton e del bellissimo, ma poco intelligente, JB du Rone, conosciuti entrambi durante il liceo.
Da adulta è più in grado di proteggersi dai pensieri altrui, diventando maggiormente incline ad instaurare amicizie con gente come il suo capo Sam Merlotte, la strega Amelia Broadway, il vampiro Eric e la vice di lui Pam. Anche se non li ha mai definiti amici, Sookie si preoccupa spesso del vampiro ritardato Bubba e del fattorino telepate Barry.
Sookie ritiene la collega Arlene Fowler una delle sue migliori amiche, che lavora con lei come cameriera al Merlotte's, ma quando Arlene si unisce ad un'organizzazione anti-vampiro, l'amicizia tra le due finisce.

## Adattamento televisivo
Nella serie televisiva della HBO True Blood, basata sui romanzi della Harris e sviluppata da Alan Ball, Sookie è interpretata dall'attrice premio Oscar Anna Paquin.

### Prima stagione

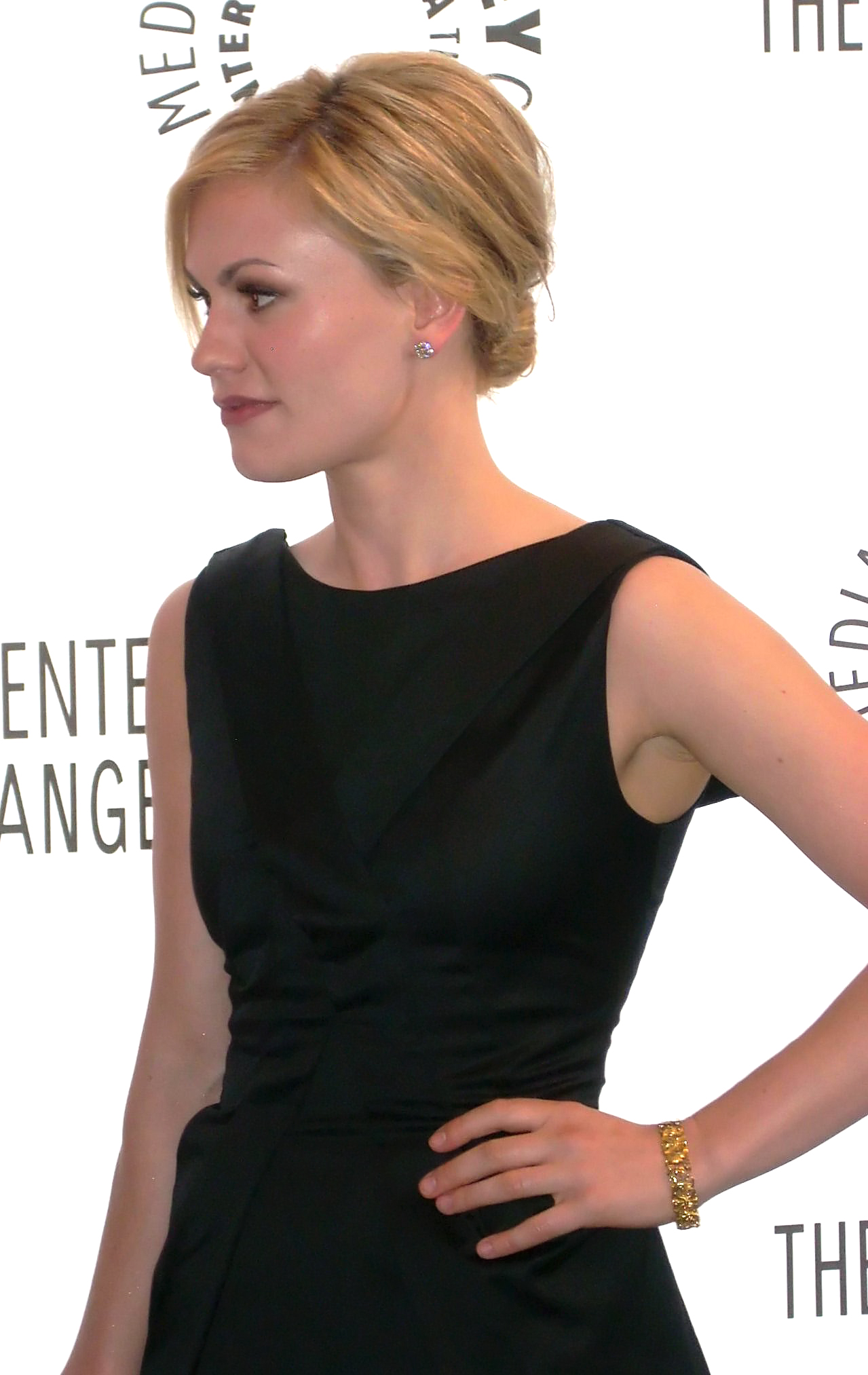
Anna Paquin interpreta Sookie Stackhouse

Nella prima stagione della serie televisiva, Sookie incontra Bill mentre sta lavorando; lui è entrato nel locale per bere qualcosa e lei ne rimane subito incuriosita ed attratta. È il primo vampiro che arriva a Bon Temps da quando si sono dichiarati al mondo. Uscito dal locale, Bill è vittima dei Rattrays, una coppia senza scrupoli che vuole sottrargli il sangue per venderlo al mercato nero, ma il tempestivo arrivo di Sookie gli salva la vita. Bill intuisce subito che lei non è come gli altri esseri umani. La notte seguente i Rattrays tornano per vendicarsi, picchiando a morte Sookie, ma Bill la salva e le dona il suo sangue per guarire le sue ferite e uccidendo brutalmente la coppia. Dopo aver bevuto il suo sangue, Sookie inizia a fare sogni erotici su Bill: è un effetto collaterale del consumo di sangue di vampiro.
Successivamente Sookie e Bill iniziano a frequentarsi e a conoscersi: la notte, dopo il lavoro, lei lo raggiunge e passano molto tempo assieme. Ma Sookie si ritrova a dover affrontare anche aspetti spiacevoli, come la presenza di vampiri poco rassicuranti, ma, dopo che Bill ha dichiarato che lei è sua e che la proteggerà sempre, i due continuano a frequentarsi, anche con l'approvazione di nonna Adele. Sookie cerca di coinvolgere Bill nei vari eventi cittadini, in modo da farlo accettare dalla comunità
Una sera, tornando a casa, Sookie trova la nonna morta in cucina, uccisa da numerose coltellate. Bill arriva in tempo per confortarla e Sam lo segue poco dopo, ma la situazione provoca tensione tra i due uomini. Per via del lutto, Sookie non riesce a filtrare i pensieri delle persone, sentendo come l'intera città pensi che sia colpa sua la morte della nonna e che ritengano sia Bill l'assassino. Dopo il funerale, Sookie cerca conforto tra le braccia di Bill; i due copulano per la prima volta e lei perde la verginità.
Verso la fine della prima stagione, Sookie scopre che il fidanzato di Arlene, Rene Lenier, è in realtà Drew Marshall, l'uomo responsabile di tutti gli omicidi che si sono verificati a Bon Temps, cioè quello di sua nonna e delle tre donne di cui suo fratello Jason è stato accusato. Drew, ancora una volta, cerca di uccidere Sookie, ma, con l'aiuto di Sam, riesce a ucciderlo, decapitandolo con una pala.

### Seconda stagione
La seconda stagione è incentrata sul caos causato a Bon Temps da una misteriosa menade, che si spaccia per una donna umana di nome Maryann Forrester. La menade è convinta che Sam Merlotte sia colui che le permetterà di connettersi al suo Dio e così cerca di ucciderlo in sacrificio.
Dopo essere stata gravemente ferita ed essersi rimessa, Sookie parte con Bill verso Dallas, incaricata da Eric di ritrovare il millenario vampiro Godric. L'indagine porta alla Compagnia del Sole, una chiesa anti-vampiro che cerca di distruggere i vampiri e i loro simpatizzanti. Dopo essere stata rinchiusa nel seminterrato dal capo della chiesa, Steve Newlin, Sookie lancia un messaggio telepatico di soccorso al portantino Barry. Il messaggio viene recapitato a Bill, che però viene trattenuto dalla sua creatrice Lorena, chiamata da Eric in città per tenere separati i due amanti. Ascoltato il messaggio, Eric si precipita a salvare Sookie e Godric. Ritrovato Godric, dopo varie peripezie riescono a salvarsi e a fuggire dalla chiesa. In seguito, Godric decide di "incontrare il sole", una forma di suicidio tra i vampiri; dopo aver assistito allo straziante addio tra Eric e il suo creatore, Sookie assiste alla morte di Godric.
Tornata a Bon Temps, Sookie ha modo di constatare il caos causato dalla menade, che ha manipolato e tiene sotto controllo tutti gli abitanti della città; scopre inoltre che casa sua è abitata dalla creatura mitologica e che è stata trasformata in un luogo sacrificale. Quando si ritrova faccia a faccia con Maryann, Sookie scopre di avere capacità a lei sconosciute, come un'energia che le scaturisce dalle mani. Dopo che Maryann viene uccisa con uno stratagemma da Sam, la pace torna a Bon Temps.
La stagione finisce con Bill e Sookie che si trovano a cena da soli: quando il vampiro chiede alla sua amata di sposarlo, scioccata Sookie lascia la sala per pensarci, ma quando torna per accettare la proposta, Bill è scomparso, rapito da una misteriosa figura.

### Terza stagione
Sookie chiama la polizia per denunciare la scomparsa di Bill ma nessuno la prende sul serio e capisce che deve cavarsela da sola. Adesso che l'influsso di Mary Ann è finito Sookie decide di parlare con Tara ma la ragazza è stravolta per la morte di Eggs e aggredisce l'amica che viene difesa da Lafayette. Credendo che il suo amato sia stato rapito dall'eterno rivale Eric, Sookie si precipita da lui, ma il vampiro nega di essere coinvolto nel misterioso rapimento e decide di aiutarla. Saputo che Jessica ha sentito il richiamo di Bill, Sookie decide di cercarlo assieme alla progenie del vampiro e le due ragazze trovano un'auto guidata da uomini che Jessica crede essere lupi mannari dato che indossano delle collane con incise delle misteriose rune. Sookie porta ad Eric quelle rune per cercare di capirci qualcosa ma il vampiro le mente dicendo di non conoscere il significato di quelle rune ma in realtà lo conosce benissimo e dopo un po' si reca a casa della ragazza e rivela tutto, ma quando Sookie lo invita ad entrare vengono attaccati da un lupo mannaro a cui Sookie spara.

## Opere
- Finché non cala il buio (Dead Until Dark) (2001) ISBN 0-441-00853-4
- Morti viventi (Living Dead in Dallas) (2002) ISBN 0-441-00923-9
- Il club dei morti (Club Dead) (2003) ISBN 0-441-01051-2
- Morto per il mondo (Dead to the World) (2004) ISBN 0-441-01167-5
- Morto stecchito (Dead as a Doornail) (2005) ISBN 0-441-01279-5
- Decisamente morto (Definitely Dead) (2006) ISBN 0-441-01400-3
- Morti tutti insieme (All Together Dead) (2007) ISBN 0-441-01494-1
- Di morto in peggio (From Dead to Worse) (2008) ISBN 978-0-441-01589-4
- Morto e spacciato (Dead and Gone) (2009) ISBN 0-441-01715-0
- Morto in famiglia (Dead in the Family) (2010) ISBN 978-0-441-01864-2
- Resa dei conti mortale (Dead Reckoning) (2011) ISBN 0-441-02031-3
- A un punto morto (Deadlocked) (2012) ISBN 8865302690
- Morti per sempre (Dead Ever After) (2013) ISBN 8865304073

## Altri media
- Dopo il successo della serie televisiva True Blood, Sookie Stackhouse è diventata anche protagonista di una serie a fumetti ispirata al telefilm, frutto dell'accordo tra HBO e IDW Publishing.[1]
- Nell'estate del 2010 il rapper Snoop Dogg ha realizzato un singolo in omaggio al personaggio di Sookie, intitolato Oh Sookie.[2]
- Il personaggio di Sookie viene citato nell'episodio Il tiranno della sesta stagione della serie televisiva Dr. House - Medical Division, quando House (che convive momentaneamente con Wilson) nota che Wilson, negli ultimi giorni, non mette più l'aglio nei propri pasti o non cammina più in casa con le scarpe, come invece è solito fare. Wilson minimizza il cambio di abitudini, dicendo ad House: "Sì. Le scarpe, l'aglio: è vero sono un vampiro, Sookie".